# 고은별 (배드민턴 선수)
고은별(1993년 7월 1일 ~)은 대한민국의 배드민턴 선수이다

## 학력
- 화순고등학교
- 건국대학교 체육학과

## 같이 보기
- 이용대
- 유연성
- 신승찬